# Sentimi
Sentimi è un singolo della rapper italiana Madame, pubblicato il 24 aprile 2020 per l'etichetta Sugar Music.

## Video musicale
Il lyric video del brano, diretto da Thaevil e illustrato da Sindi Abazi, è stato pubblicato il 30 aprile 2020 sul canale YouTube di Madame.

## Tracce
Testi di Madame, musiche di Crookers.
1. Sentimi – 3:07

## Classifiche
| Classifica (2020) | Posizione massima |
| ----------------- | ----------------- |
| Italia            | 25                |